# Changane
Der Changane (auch Chengane) ist ein Nebenfluss des Limpopo in Mosambik.

## Verlauf
Der Fluss ist der letzte größere Nebenfluss des Limpopo. Er hat grob einen südöstlichen Verlauf und bildet auf einem langen Stück die Grenze zwischen der Provinz Gaza und der Provinz Inhambane. Er hat nur ein geringes Gefälle und über die meiste Zeit des Jahres kaum Abfluss, kann aber bei Starkregenereignissen durch das geringe Gefälle zu verheerenden Überschwemmungen führen.
Sein Einzugsgebiet erstreckt sich über eine Fläche von 43.000 km² bis in den Südosten Simbabwes. Diese von Westen kommenden Zuflüsse bilden im Nationalpark Banhine ein großes Feuchtgebiet, bevor sie sich mit dem Changane vereinen. Der Changane selber bildet in seinem Verlauf durch das geringe Gefälle immer wieder Seen und Feuchtgebiete. Er mündet bei Chibuto in den Limpopo.